# ترينيته
تَرنتَّة أو الوترية ((بالإيطالية: Trenette)‏، نقحرة: ترينيته) هو نوع من المعكرونة المجففة التي تكون ذات شكل مسطح ونحيل وتأتي من من جنوة و لغرية. هذا النوع مشابه لينغويني و فيتوتشيني.

## أصل الكلمة
كلمة Trenette هي جمع كلمة trenetta، ولكنها تستخدم فقط في صيغة الجمع. قد تكون كلمة Trenette مشتقة من تصغير كلمة trena  والتي تعني سلسلة.

## تَرنتَّة البيستو
نوع معكرونة تَرنتَّة هو الشكل الذي غالبا مايقدم مع البيستو، فطبق باسم ترنينته البيستو (trenette al pesto) يمكن أن يحوي أيضا البطاطا والفاصوليا الخضراء المسلوقة في الماء نفسه.